# Daniel Schnider
Daniel Schnider (Hasle, 20 novembre 1973) è un ex ciclista su strada svizzero, professionista dal 1996 al 2005.

## Palmarès

### Strada
- 1997 (Post Swiss Team, una vittoria)

Melbourne to Warrnambool Classic
- 2000 (La Française des Jeux, due vittorie)

2ª tappa Attraverso Losanna (Losanna, cronometro)
Classifica generale Attraverso Losanna
- 2001 (La Française des Jeux, una vittoria)

6ª tappa Circuit des Mines (Trieux > Manderen)
- 2003 (Phonak, una vittoria)

Campionati svizzeri, Prova in linea

#### Altri successi
- 1996 (PMU Romand-Bepsa)

Criterium Rothorn
- 1997 (Post Swiss Team)

Prologo Tour de Suisse Orientale
Criterium Melbourne
- 1998 (Post Swiss Team)

Grand Prix de Meyrin
Classifica scalatori Circuito Montañés
- 1999 (Post Swiss Team)

Grand Prix de Meyrin
- 2003 (Phonak)

Classifica Postfinance sprint Giro di Svizzera

### Pista
- 2001

Sei giorni di Zurigo (con Matthew Gilmore e Scott McGrory)

## Piazzamenti

### Grandi Giri
- Giro d'Italia

2000: 91º
2004: 44º
2005: 76º
- Tour de France

2001: 66º
- Vuelta a España

2002: 68º

### Classiche monumento
- Giro di Lombardia

2000: ritirato
2002: 43º
2003: 59º
2004: 58º
- Liegi-Bastogne-Liegi

2002: 76º

### Competizioni mondiali
- Campionati del mondo

Valkenburg 1998 - In linea Elite: ritirato
Verona 1999 - In linea Elite: ritirato
Plouay 2000 - In linea Elite: 56º
Lisbona 2001 - In linea Elite: 67º
Hamilton 2003 - In linea Elite: 43º
Verona 2004 - In linea Elite: 42º